# Wołobujiwka
Wołobujiwka (ukr. Волобуївка) – wieś na Ukrainie, w obwodzie charkowskim, w rejonie iziumskim. W 2001 liczyła 304 mieszkańców.